# HFC Haarlem in het seizoen 1970/71
Het seizoen 1970/1971 was het 16e jaar in het bestaan van de Haarlemse betaaldvoetbalclub Haarlem. De club kwam uit in de Eredivisie en eindigde daarin op de 18e plaats, dit betekende rechtstreekse degradatie naar de Eerste divisie. Tevens deed de club mee aan het toernooi om de KNVB Beker, hierin werd in de derde ronde verloren van ADO (0–1).

## Wedstrijdstatistieken

### Eredivisie
|       | ADO   | Ajax  | AZ '67 | DWS   | Excelsior | Feijenoord | Go Ahead | Holland Sport | MVV   | NAC   | N.E.C. | PSV   | Sparta | Telstar | FC Twente '65 | FC Utrecht | Volendam |
| ----- | ----- | ----- | ------ | ----- | --------- | ---------- | -------- | ------------- | ----- | ----- | ------ | ----- | ------ | ------- | ------------- | ---------- | -------- |
| Thuis | 1 – 2 | 0 – 5 | 2 – 3  | 2 – 2 | 2 – 0     | 0 – 1      | 0 – 0    | 1 – 1         | 1 – 1 | 2 – 2 | 1 – 1  | 1 – 3 | 1 – 1  | 0 – 1   | 0 – 4         | 1 – 1      | 0 – 1    |
| Uit   | 6 – 0 | 4 – 0 | 4 – 0  | 1 – 0 | 1 – 0     | 2 – 1      | 1 – 1    | 1 – 1         | 1 – 1 | 2 – 0 | 1 – 0  | 1 – 0 | 0 – 0  | 6 – 3   | 2 – 0         | 1 – 0      | 1 – 0    |

### KNVB Beker
| 1e ronde                                      | D.F.C.  | 0 – 1 Na verlenging | Haarlem             |
| 16 augustus 1970 Plaats: Dordrecht Krommedijk |         |                     | 102' Cees de Wolf   |
| 2e ronde                                      |         | Vrijgeloot          |                     |
|                                               |         |                     |                     |
| 3e ronde                                      | Haarlem | 0 – 1 (0 – 0)       | ADO                 |
| 14 maart 1971 Plaats: Haarlem Jan Gijzenkade  |         |                     | 51' Lex Schoenmaker |

## Statistieken Haarlem 1970/1971

### Eindstand Haarlem in de Nederlandse Eredivisie 1970 / 1971
| Stand | Gespeeld | Gewonnen | Gelijk | Verloren | Punten | Doelpunten voor | Doelpunten tegen |
| ----- | -------- | -------- | ------ | -------- | ------ | --------------- | ---------------- |
| 18e   | 34       | 1        | 12     | 21       | 14     | 22              | 64               |

### Topscorers
| #      | Naam               | Goal |
| ------ | ------------------ | ---- |
| 1.     | Gerrie de Goede    | 5    |
| 2.     | Joop Burgers       | 3    |
| 2.     | Piet Hoeben        | 3    |
| 2.     | Hennie van Nee     | 3    |
| 5.     | René van Breevoort | 2    |
| 5.     | Wim de Jong        | 2    |
| 7.     | Karel Vesters      | 1    |
| 7.     | Gerrit Peijs       | 1    |
| 7.     | Cees de Wolf       | 1    |
| Totaal | Totaal             | 22   |

| #      | Naam         | Goal |
| ------ | ------------ | ---- |
| 1.     | Cees de Wolf | 1    |
| Totaal | Totaal       | 1    |

## Voetnoten
ADO ·
Ajax ·
AZ '67 ·
DWS ·
Excelsior ·
Feijenoord ·
Go Ahead ·
Haarlem ·
Holland Sport ·
MVV ·
NAC ·
N.E.C. ·
PSV ·
Sparta ·
Telstar ·
FC Twente '65 ·
FC Utrecht ·
Volendam